# Христодулу, Андреас (футболист, 1997)
Андреас Христодулу (греч. Ανδρέας Χριστοδούλου; 26 марта 1997, Никосия, Кипр) — кипрский футболист, вратарь клуба «АПОЭЛ» и сборной Кипра.

## Биография

### Клубная карьера
Воспитанником клуба «Олимпиакос» (Никосия). Профессиональную карьеру начал там же, выступая за команду во второй лиге. В 2015 году перешёл в команду высшей лиги «Омония». Дебютировал в чемпионате Кипра 21 мая 2017 года в матче против АЕЛ (Лимасол), в котором пропустил 3 гола. Летом 2018 года подписал контракт с клубом «АЕК Ларнака».

### Карьера в сборной
Выступал за сборные Кипра во всех возрастных категориях, начиная с команды до 17 лет. 23 марта 2018 года впервые был вызван в основную команду на товарищеский матч со сборной Черногории, однако на поле не вышел.